# 拉昂
拉昂（法語：Laon，法語發音：[lɑ̃]，一译琅城），法国北部城市，上法兰西大区埃纳省的一个市镇，同时也是该省的省会，下辖拉昂区，其市镇面积为42平方公里，2022年1月1日时人口数量为24,066人，在法国城市中排名第359位。
拉昂位于埃纳省中部，是埃纳省是政治文化中心，也是法国艺术与历史之城，其老城区位于一处高地上，历史上长期被作为一处重要的军事要塞，现有多处历史建筑。拉昂也是法国北部重要的铁路交通枢纽，四个方向的铁路由此延伸。

## 地名来源
“拉昂”一名来源于高卢语单词“Lugus”，意为“城邦”。中世纪初期曾以以及的形式被记载，后逐渐衍变成为。

## 历史

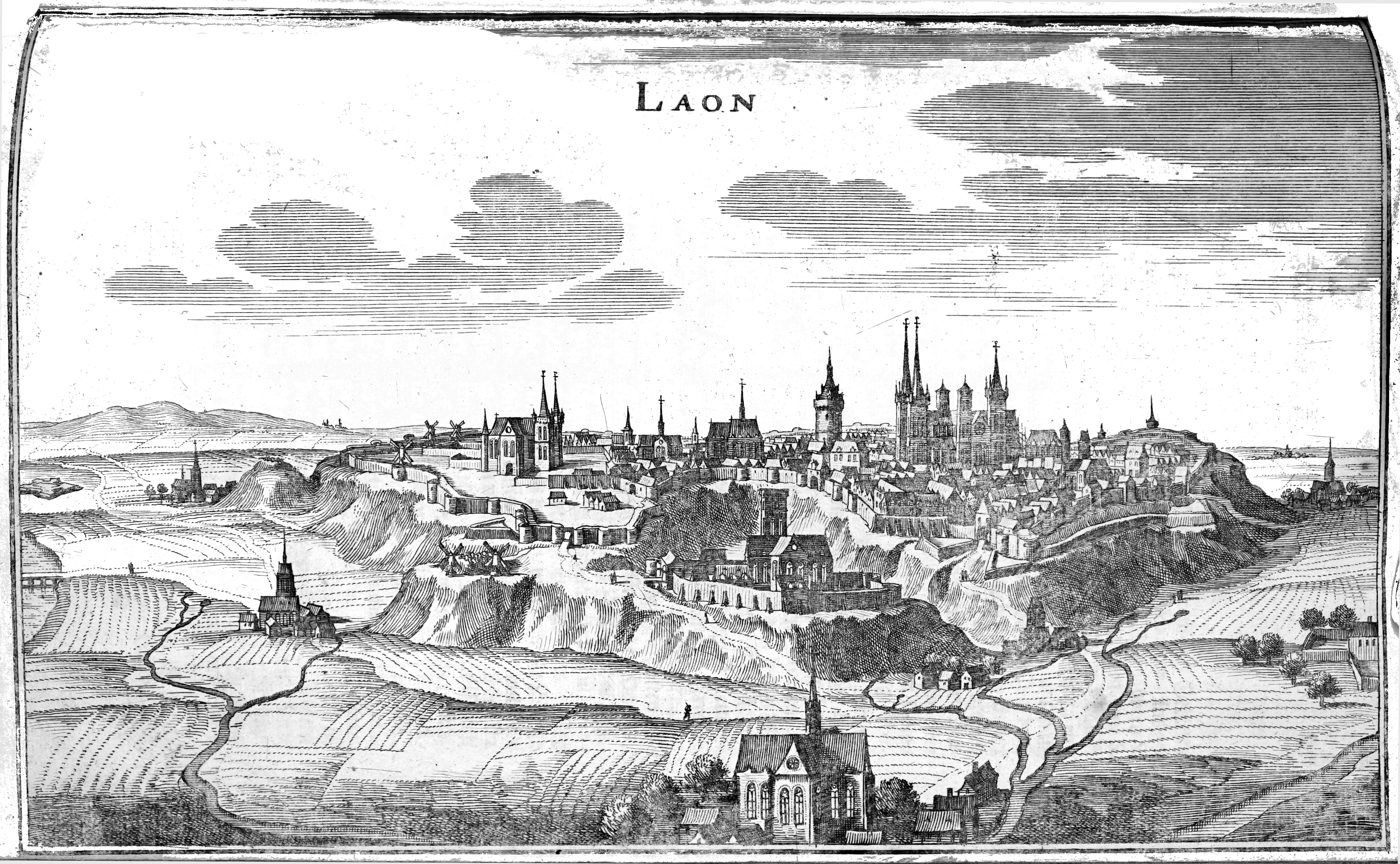
1565年的拉昂

拉昂位于香槟西部平原腹地的一处高地之上，历史上长期被作为一处重要的军事要塞。拉昂市区曾发现新石器时期的人类活动遗址。中世纪初期，兰斯的雷米在此修建了一处教堂，创建了拉昂教区，其侄子热纳博成为首任主教。根据天主教史学家都爾的額我略的记载，香槟公爵卢亦曾居住于拉昂。此后，拉昂市区四周修建了城墙并不断得到加固，公元641年，拉昂的城墙南侧建成了圣约翰修道院，以纪念天主教圣人施洗約翰。法兰西国王矮子丕平曾在拉昂建立了一处皇家宅邸。公元9世纪时，拉昂城内又出现了圣樊尚修道院。895年，查理三世将拉昂设为法兰西王国的国都，直至988年。12世纪建成的拉昂学校成为西欧最早出现的教育机构之一。彼时，拉昂因毛纺织业而闻名，当地居民因反抗其领主的统治而发起“拉昂起义”（L'insurrection laonnoise，汉语常译为“琅城起义”），后获得了市镇自治权。中世纪中后期，拉昂成为韦尔芒杜瓦伯国地区的一部分，当地出现了大批贵族。英法百年战争期间，英格兰国王爱德华三世曾占领了拉昂城墙以外的部分区域（被称为）。宗教战争期间，拉昂曾再次受到一定的破坏。法国大革命后，拉昂成为埃纳省的一个市镇以及该省的省会。1814年，普奥联军首领布吕歇尔在此与拿破仑军队展开拉昂战役并取得胜利，加速了拿破仑第一帝国的灭亡。工业革命期间，拉昂成为一个重要的铁路枢纽，其市区开始向四周平原地区扩张，连接旧城和新城间的拉昂有轨电车于1899年建成。第一次世界大战期间，拉昂所在的埃纳省为重要的战场，拉昂一度被普鲁士军队占领，后由夏尔·芒然解放。二战后，拉昂市区得到进一步扩张，拉昂有轨电车于1971年停运，后在其基础上新建了拉昂缆车，于1989年2月投入运行。2016年8月，因维护成本过高，该缆车被公共汽车代替。

## 地理

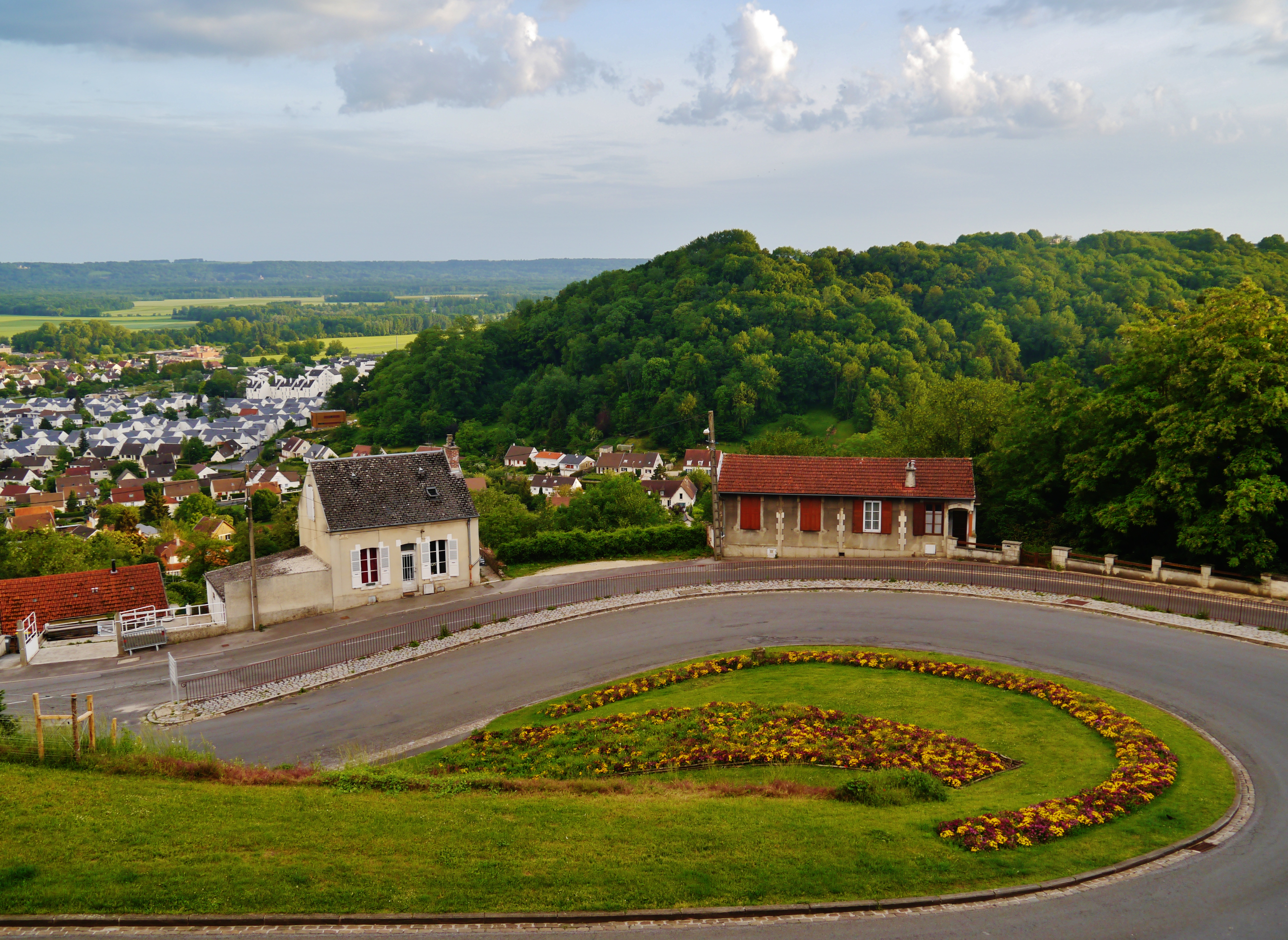
连接拉昂老城（高处）和新城（低处）之间的山地公路

拉昂位于法国北部，上法兰西大区东南部和埃纳省中部，距离巴黎大约135公里。与拉昂接壤的市镇包括：阿蒂苏拉昂、欧努瓦苏拉昂、巴朗通比尼、贝尼和卢瓦济、布吕耶尔和蒙贝罗、塞尼莱比西、尚布里、希维莱塞图韦勒、克拉西和蒂耶雷、莫兰沙尔、普雷勒和蒂耶尔尼、沃尔日。

### 地形
拉昂位于香槟平原与皮卡第平原的交界地带，市区则位于一处山丘之上，市中心及新城内部较为平坦，两者之间则有近百米的高差，全境海拔在63到183米之间。

### 水文
阿尔东河自东北向西南流经市区南部，该河是瓦兹河的一条支流，属于塞纳河流域。

### 植被
拉昂属于温带落叶林区，林地广泛分布于老城四周的山坡上、市区西部以及铁路线北侧。

### 气候
拉昂在柯本气候分类法中属于温带海洋性气候，但因距离海岸线相对较远，加之其特殊的地形，故又有一定的大陆性特征，表现为风力相对较大，冬季易受冷空气影响。
拉昂境内设有气象站，以下为该气象站的数据（其中日照数据取自兰斯）：
| 拉昂1981年－2019年  | 拉昂1981年－2019年 | 拉昂1981年－2019年 | 拉昂1981年－2019年 | 拉昂1981年－2019年 | 拉昂1981年－2019年 | 拉昂1981年－2019年 | 拉昂1981年－2019年 | 拉昂1981年－2019年 | 拉昂1981年－2019年 | 拉昂1981年－2019年 | 拉昂1981年－2019年 | 拉昂1981年－2019年 | 拉昂1981年－2019年 |
| 月份                | 1月                | 2月                | 3月                | 4月                | 5月                | 6月                | 7月                | 8月                | 9月                | 10月               | 11月               | 12月               | 全年               |
| ------------------- | ------------------ | ------------------ | ------------------ | ------------------ | ------------------ | ------------------ | ------------------ | ------------------ | ------------------ | ------------------ | ------------------ | ------------------ | ------------------ |
| 历史最高温 °C（°F） | 15.5 (59.9)        | 20 (68)            | 23.7 (74.7)        | 28 (82)            | 30 (86)            | 34.5 (94.1)        | 36.1 (97.0)        | 36.5 (97.7)        | 34.2 (93.6)        | 26.5 (79.7)        | 20 (68)            | 16.5 (61.7)        | 36.5 (97.7)        |
| 平均高温 °C（°F）   | 5.9 (42.6)         | 6.4 (43.5)         | 10.8 (51.4)        | 14.2 (57.6)        | 18.2 (64.8)        | 20.9 (69.6)        | 24.4 (75.9)        | 23.9 (75.0)        | 19.6 (67.3)        | 15.3 (59.5)        | 9.7 (49.5)         | 6.9 (44.4)         | 14.7 (58.5)        |
| 日均气温 °C（°F）   | 3.4 (38.1)         | 3.2 (37.8)         | 6.8 (44.2)         | 9.3 (48.7)         | 13.1 (55.6)        | 15.9 (60.6)        | 18.7 (65.7)        | 18.2 (64.8)        | 14.9 (58.8)        | 11.4 (52.5)        | 6.7 (44.1)         | 4.4 (39.9)         | 10.5 (50.9)        |
| 平均低温 °C（°F）   | 0.8 (33.4)         | 0 (32)             | 2.8 (37.0)         | 4.4 (39.9)         | 8 (46)             | 10.8 (51.4)        | 13 (55)            | 12.5 (54.5)        | 10.2 (50.4)        | 7.5 (45.5)         | 3.7 (38.7)         | 2 (36)             | 6.3 (43.3)         |
| 历史最低温 °C（°F） | −22.9 (−9.2)       | −17.5 (0.5)        | −10 (14)           | −5 (23)            | −0.7 (30.7)        | 0 (32)             | 4.5 (40.1)         | 4 (39)             | 0.7 (33.3)         | −3.8 (25.2)        | −8.9 (16.0)        | −14 (7)            | −22.9 (−9.2)       |
| 平均降水量 mm（）   | 68.2 (2.69)        | 53.4 (2.10)        | 63.3 (2.49)        | 54.6 (2.15)        | 66.3 (2.61)        | 61.6 (2.43)        | 65.4 (2.57)        | 67.9 (2.67)        | 55.5 (2.19)        | 68.7 (2.70)        | 63.3 (2.49)        | 75.9 (2.99)        | 764.1 (30.08)      |
| 月均日照時數        | 59.7               | 83.6               | 124.6              | 173                | 202.8              | 212.1              | 229.5              | 215.7              | 160.6              | 114.9              | 70.8               | 47.9               | 1,695.2            |
| 来源：infoclimat.fr |                    |                    |                    |                    |                    |                    |                    |                    |                    |                    |                    |                    |                    |

## 行政区划
拉昂是法国上法兰西大区埃纳省的一个市镇，编号为02408，它也是埃纳省的省会。拉昂下辖拉昂区，管理拉昂第一县和第二县，同时也是拉昂地区城市圈公共社区的中心城市。
法国国家统计与经济研究所（简称）在进行数据统计时，将拉昂及相邻的另外2个市镇设为拉昂城市核心区，并将包括核心区在内的周边共75个市镇划为拉昂城市区。同时，还将拉昂市镇分为了12个“块区”（IRIS），以便于统计人口分布情况。

## 交通

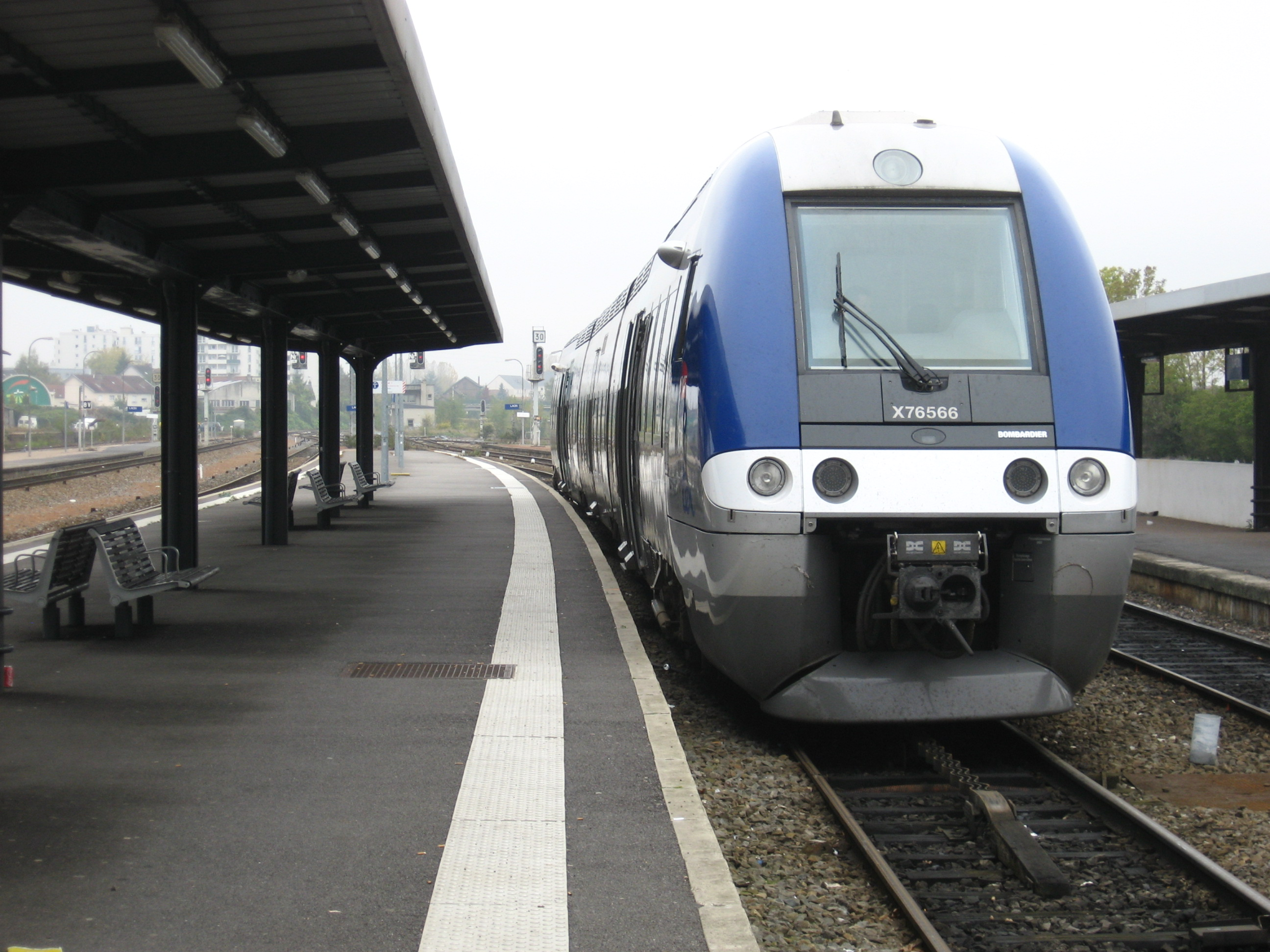
拉昂火车站内的一辆区域列车

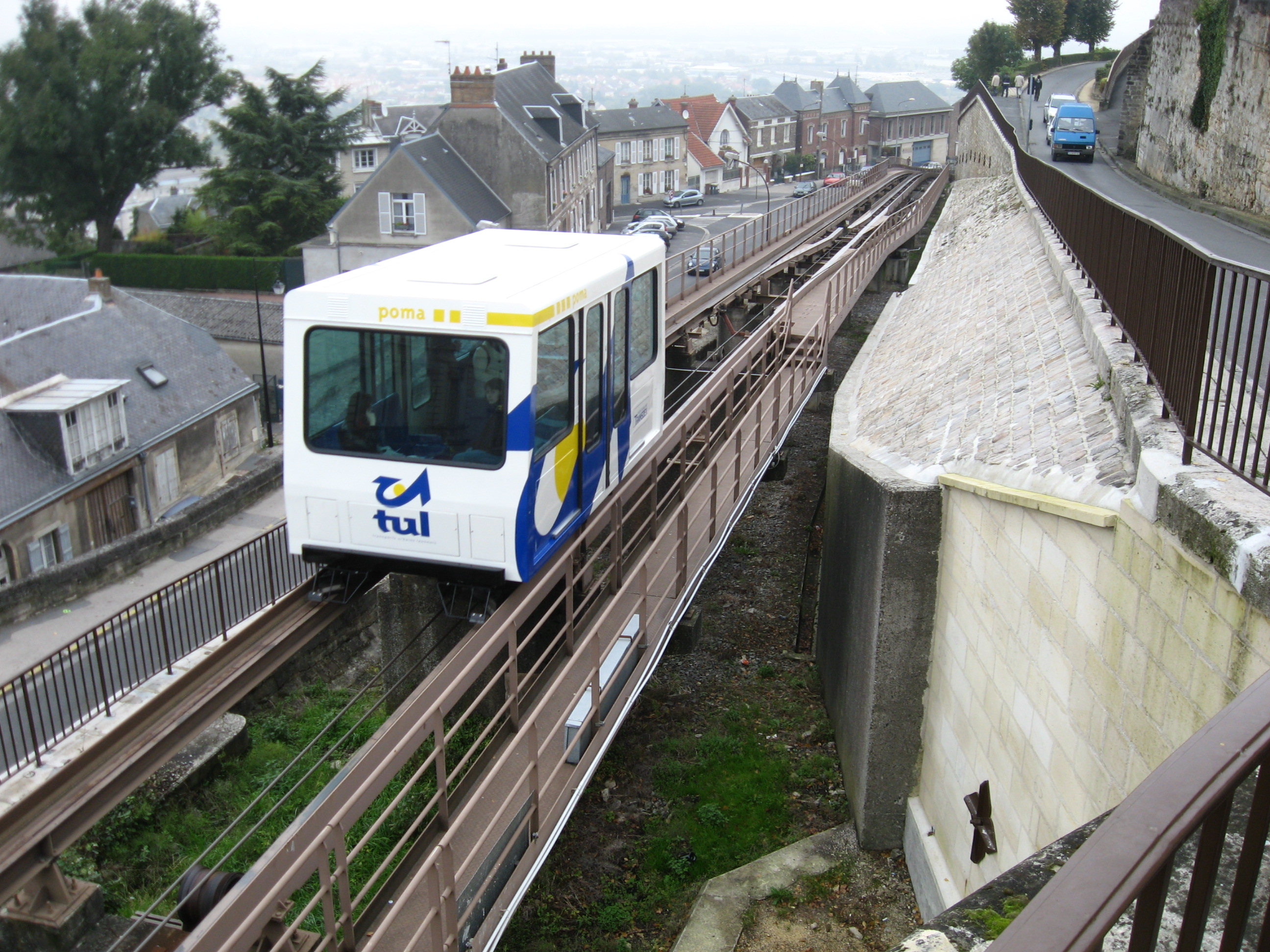
拉昂缆车

### 公路
法国A26高速公路从市区北部经过，通过13号出入口与市区连接；法国国道N2线则是拉昂重要的南北向过境通道；此外还有和国家高速公路A26线经过拉昂附近，此外还有多条省道拉昂境内交汇。上法兰西大区下属的城际客运提供巴士线路，可前往圣康坦、塞尔河畔罗祖瓦、吉斯以及拉昂周边的部分市镇。
2017年，63.2%的拉昂家庭拥有至少一辆的私人汽车。2018年，拉昂境内共发生各类交通事故21起，造成29人受伤。2020年7月28日，拉昂市区发生特大交通事故，造成4名儿童身亡。

### 铁路
拉昂位于圣但尼－伊尔松铁路、亚眠－拉昂铁路和兰斯－拉昂铁路的交汇处，是法国北部一个重要的铁路枢纽。拉昂站位于市区北部，该站每天开行多趟前往巴黎、亚眠、伊尔松和兰斯四个方向的区域列车，其中前往巴黎的列车平均运行时间为1小时40分钟。

### 航空
距离拉昂最近的民用航空站为巴黎戴高乐机场，距离拉昂市中心的公路里程约110公里。

### 城市公共交通
拉昂城市公共交通（商业名称为）是当地的城市公共交通系统。截至2020年12月，该系统共包括6条常规公交线路和3条校车线路，路网覆盖了拉昂市区内的主要街道和居民区，以及相邻的尚布里。
连接拉昂火车站和拉昂老城区的拉昂缆车已于2016年8月27日停运，被摆渡公交（Navette）代替。

## 政治

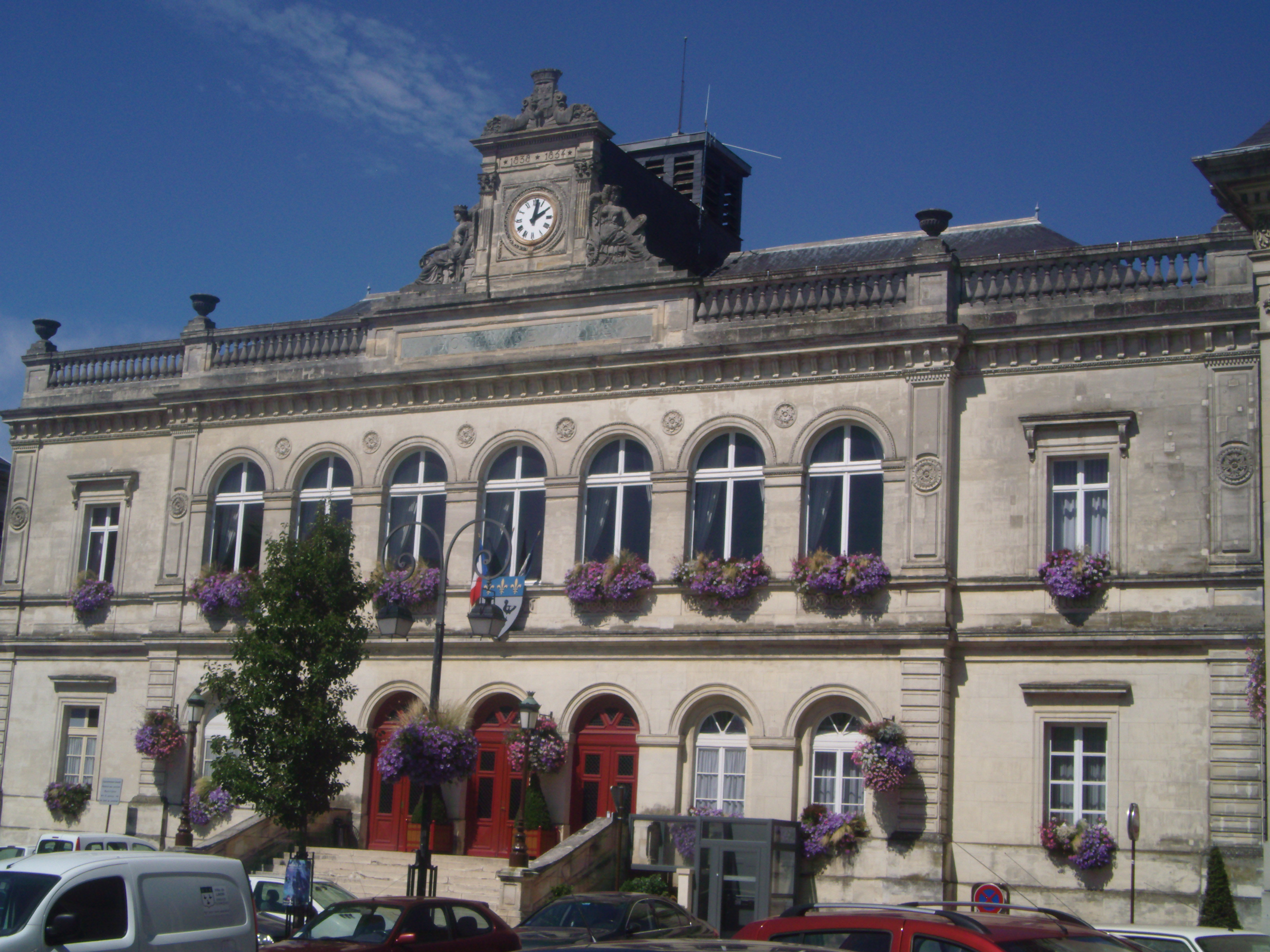
拉昂市政厅

拉昂的现任市长为埃里克·德莱先生（Éric Delhaye），他是民主人士和独立人士联盟的一名成员，自2017年10月起担任，在2020年的市政选举中获得了61.55%的支持率。
在2017年的法国总统大选中，法国第25任总统埃马纽埃尔·马克龙在拉昂获得了57.66%的支持率。
| 拉昂历届市长   |                 |                                  |
| 任期           | 市长            | 党派                             |
| 1944年－1965年 | 马塞尔·勒万德雷 | SFIO工人国际法国支部             |
| 1965年－1977年 | 居伊·萨巴蒂耶   | UNR新共和国联盟 →RPR保衛共和聯盟 |
| 1977年－1983年 | 罗贝尔·奥蒙     | PS社会党                         |
| 1983年－1989年 | 勒内·多西耶尔   | PS社会党                         |
| 1989年－2001年 | 让-克洛德·拉芒  | RPR保衛共和聯盟                  |
| 2001年－2017年 | 安托万·勒费夫尔 | UMP人民运动联盟 →LR共和黨        |
| 2017年－       | 埃里克·德莱     | UDI民主人士和独立人士联盟        |

## 人口
2017年，拉昂市镇人口数量为24,876，在法国排名第359位。其中男性11,900人，女性12,976人，75岁及以上人口占7.6%，外籍人口数量为7,209人，人口密度为592人/平方公里，当地居民被称为（男性）或（女性）。2018年，拉昂境内出生308人，死亡人口256人。
| 年份   | 1936   | 1946   | 1954   | 1962   | 1968   | 1975   | 1982   | 1990   | 1999   | 2006   | 2011   | 2016   | 2017   |
| ------ | ------ | ------ | ------ | ------ | ------ | ------ | ------ | ------ | ------ | ------ | ------ | ------ | ------ |
| 人口數 | 20,254 | 17,401 | 21,931 | 25,078 | 26,316 | 27,914 | 26,682 | 26,490 | 26,265 | 26,522 | 25,745 | 25,193 | 24,876 |

## 经济
拉昂是一个区域性的中心城市，埃纳省工商会在此设有一个分部，后者提供就业指导服务。作为埃纳省的省会，拉昂市镇内的政府部门提供了较多的岗位。
2020年，拉昂市镇范围内共有各类用人单位2,830家，平均历史为17年，其中98.68%为中小型企业（PME）。圣马塞尔（Saint Marcel，汽车销售）、SDP集团（Société de distribution et de Préstation de services - SDP，农业化学产品）及卡耶工业运输（SAS Transports Industriels Caille，物流）是当地2019年营业额最高的三个企业，分别为32,771,739欧元、24,65,110欧元和20,559,656欧元。

## 财政收入
2018年，拉昂的财政收入总额为36,449,600欧元，财政支出总额为30,516,900欧元，当年的债务总额为6,515,080欧元。
2015年，拉昂的人均收入总额为2,320欧元，其中高职人员为3,973欧元，普通职员为1,780欧元。
2017年，拉昂境内的青壮年（15至64岁）失业率为25.6%，当地37.1%的家庭拥有纳税资格。

## 社会事务

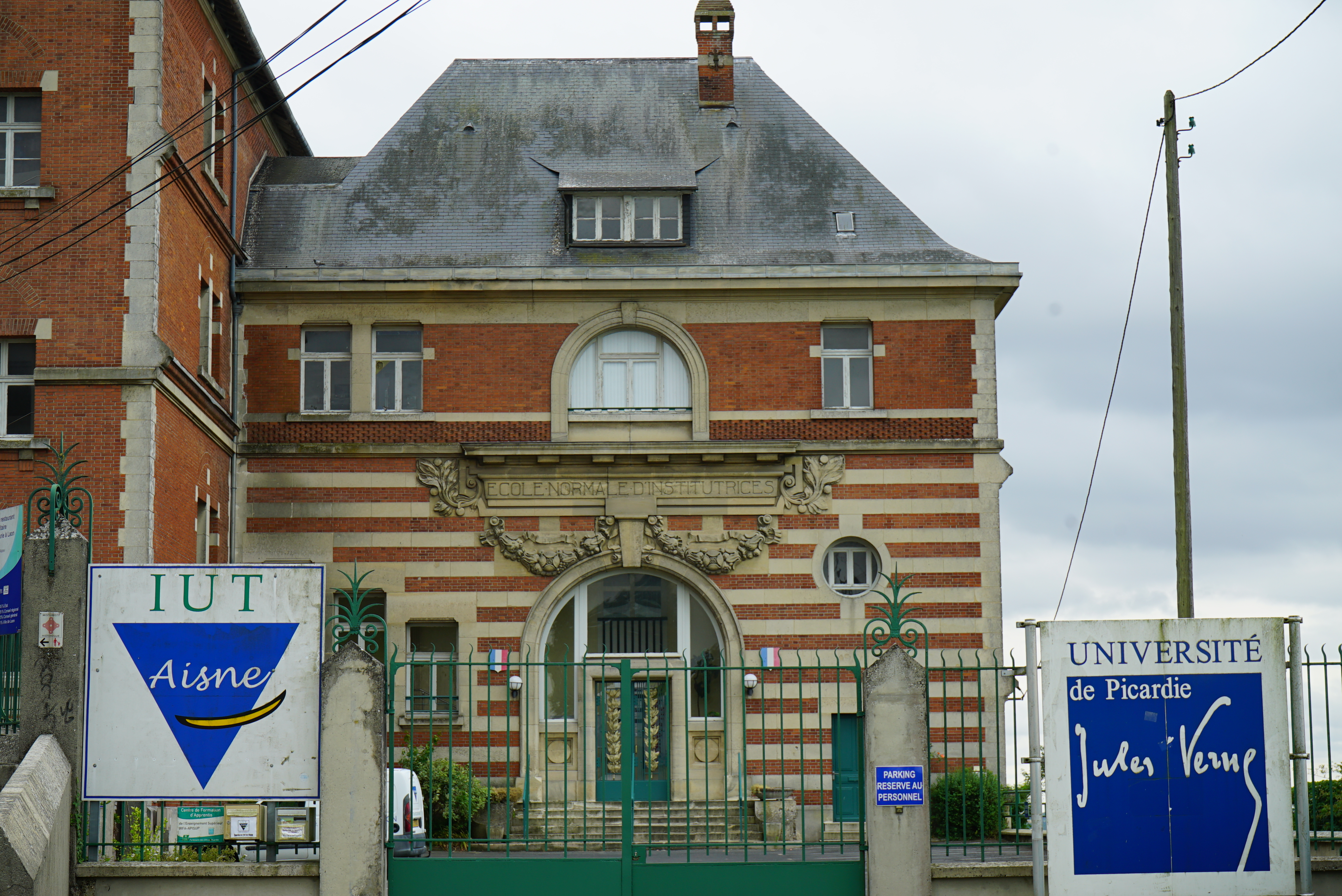
皮卡第大学拉昂校区

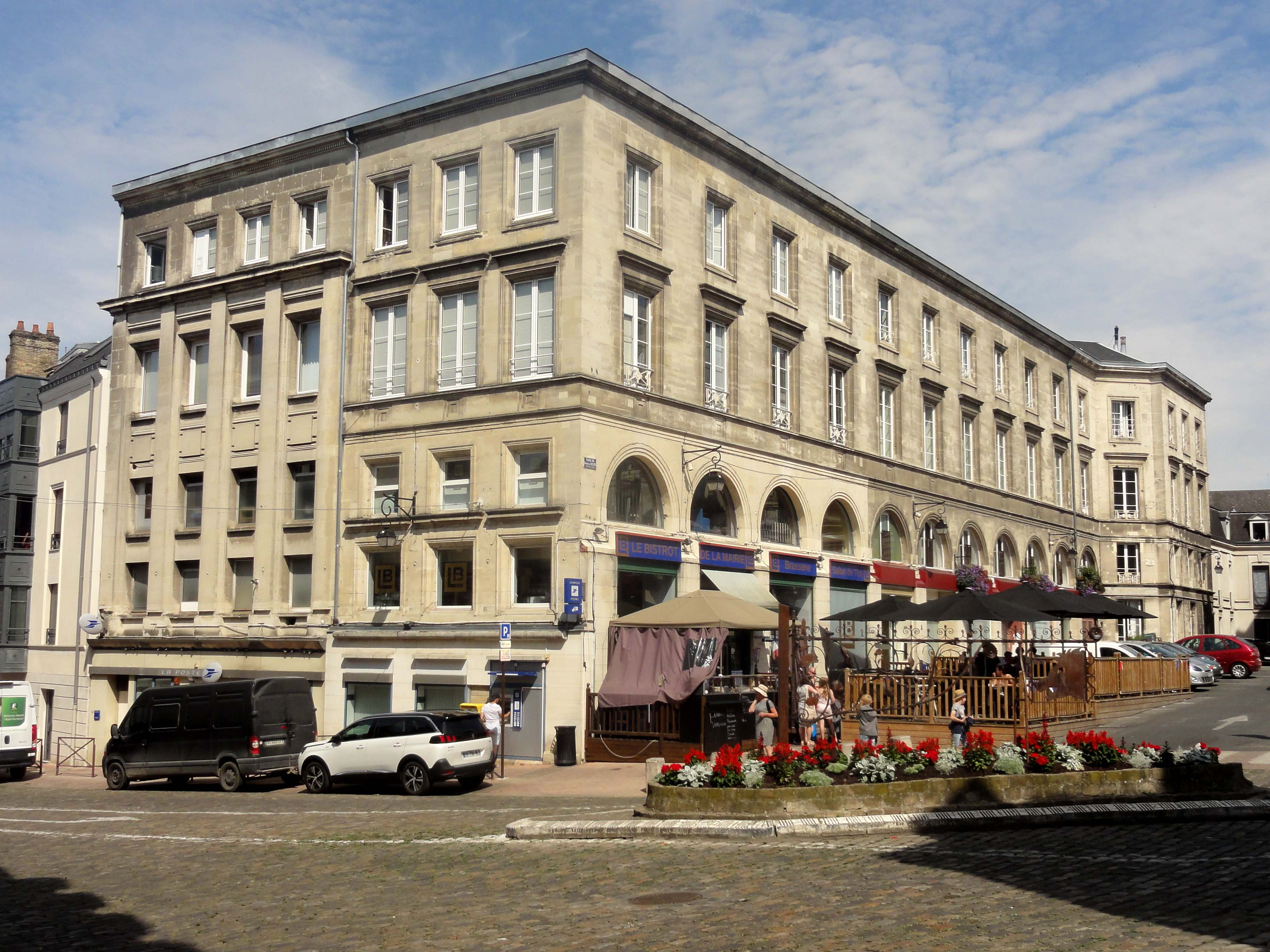
拉昂邮政大楼

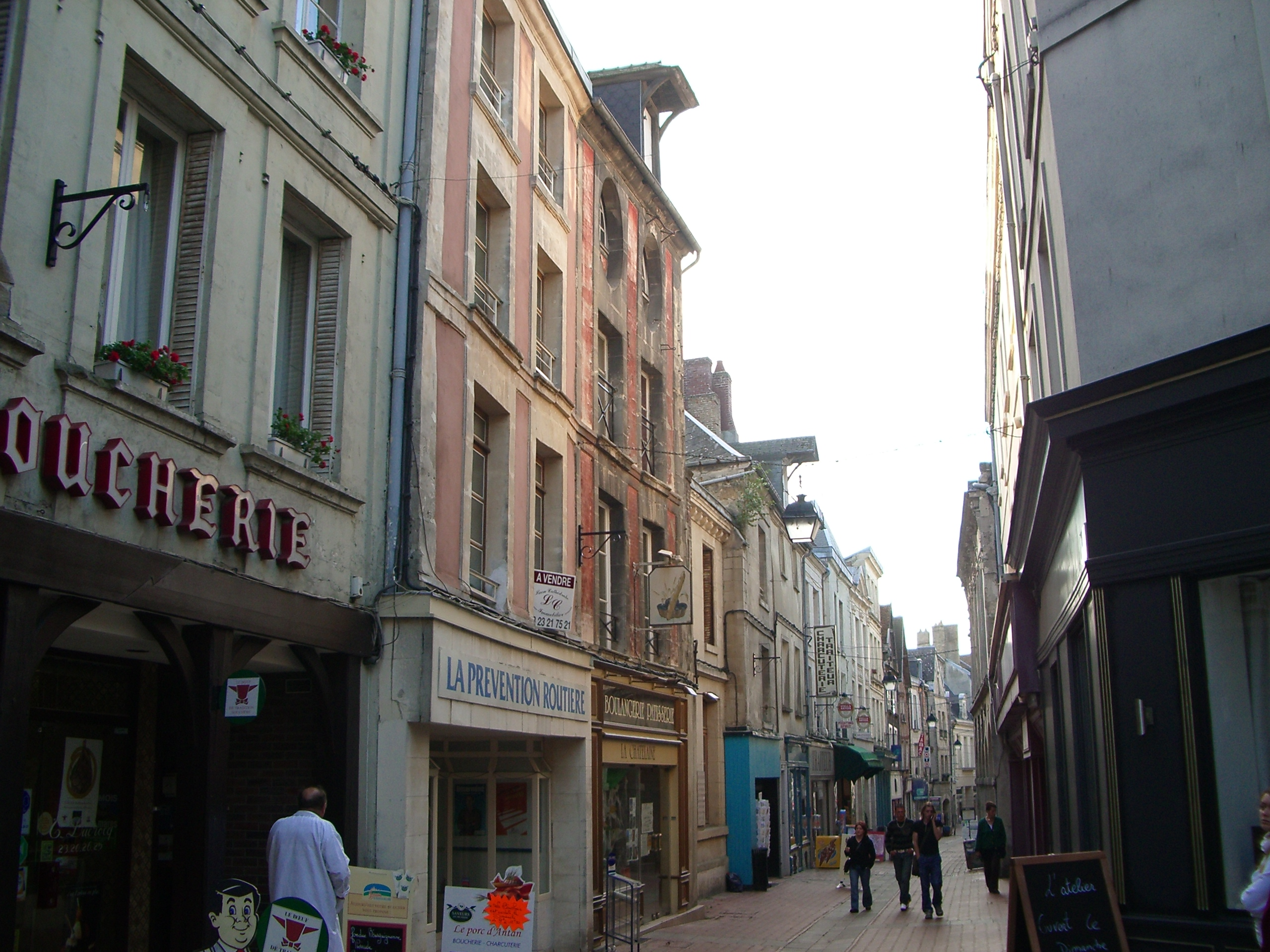
拉昂老城内的商业街

### 教育
拉昂属于亚眠学区。截止2019年1月1日，拉昂境内共有8所幼儿园、11所小学、4所初级中学、3所普通高中和1所职业高中，以及1所高等师范教育学院。此外，拉昂市区内还有一处远程教育及再就业服务中心。2018至2019学年度，拉昂境内共有在校中等教育阶段学生4,488名。
在高等教育方面，皮卡第大学在拉昂设有一所师范学校；此外该大学下辖的埃纳省应用技术学院（IUT de l'Aisne）亦在拉昂设有一处校区，其商业科技（Techniques de Commercialisation）与行政法律（Carrières Juridiques）专业在此授课。

### 医疗
截止2019年1月1日，拉昂境内共有全科医生24名、保健师15名、牙医27名、护士21名、耳科医生3名、眼科医生4名、皮肤科医生2名、助产士2名、儿科医生2名和妇科医生2名。境内共有药房9家、养老院2家、残疾人帮扶中心7家。
拉昂中心医院（Centre Hospitalier de Laon）是法国的一个区域性医疗机构，其主病区位于拉昂市区，设有床位360个，是当地规模最大的公立综合性医院。

### 住房
2017年，拉昂境内共有各类住房13,572套，其中42%为独立式居民区，57.6%为集中式居民区。常住房屋占拉昂市镇范围内居民建筑总量的90.1%。

### 商业
2018年，拉昂境内共有各类实体商铺567家，其中餐厅92家、大型超市10家、杂货店16家、面包房19家、肉铺9家、书店10家、装饰品店4家、银行门店16家、美容美发店39家、汽车维修店36家。市区南北两侧均建有大型开放式商业街区。

### 体育
2019年，拉昂境内共有1家游泳池、7间体育馆、3座综合体育场、15处网球场、1处马术场、5处足球或橄榄球场以及3处篮球或排球场。
拉昂境内共有3支足球队：
- 拉昂体育俱乐部（法语：Union sportive laonnoise），成立于1947年，2020至2021赛季参加上法兰西大区足球联赛（法语：Ligue de football des Hauts-de-France），其2队和3队则参加埃纳省足球联赛[51]。
- 拉昂铁道兄弟会（La Fraternelle Cheminots Laon），2020至2021赛季参加埃纳省足球联赛[52]。
- 拉昂电邮联盟俱乐部（ASPTT Laon），2020至2021赛季参加埃纳省足球联赛[53]。

### 环境
拉昂的环境事务由其所属的公共社区负责。2018年，拉昂境内共有3家污染企业。

### 治安
2018年，拉昂市镇范围内共有3处派出所和1处宪兵队。
2014年，拉昂及附近地区共发生各类案件2,124起，其中盗窃类案件1,062起，经济类案件377起，毒品交易类案件173起。

## 文化
2019年，拉昂境内共有1家剧场、2家电影院、1家博物馆（拉昂艺术与建筑博物馆）和1家音乐厅。拉昂市政府提供多媒体中心，向公众全年开放。

### 建筑
拉昂是法国艺术与历史之城，境内有多处法国国家文物保护单位，其中拉昂圣母大教堂位于拉昂老城中心，是当地的代表性建筑物，被誉为“皇冠山”（Montagne de la couronne）。

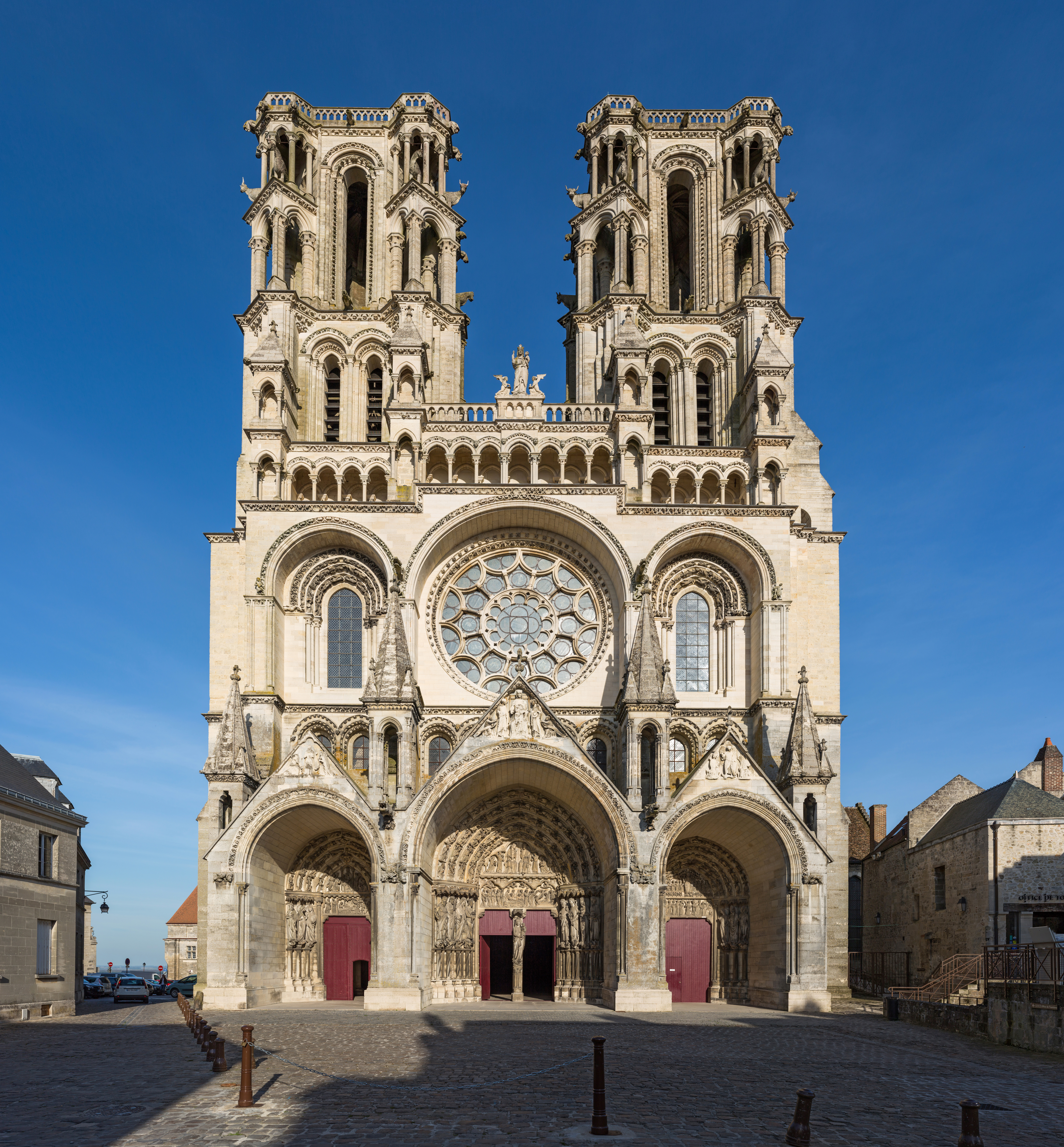
拉昂圣母大教堂
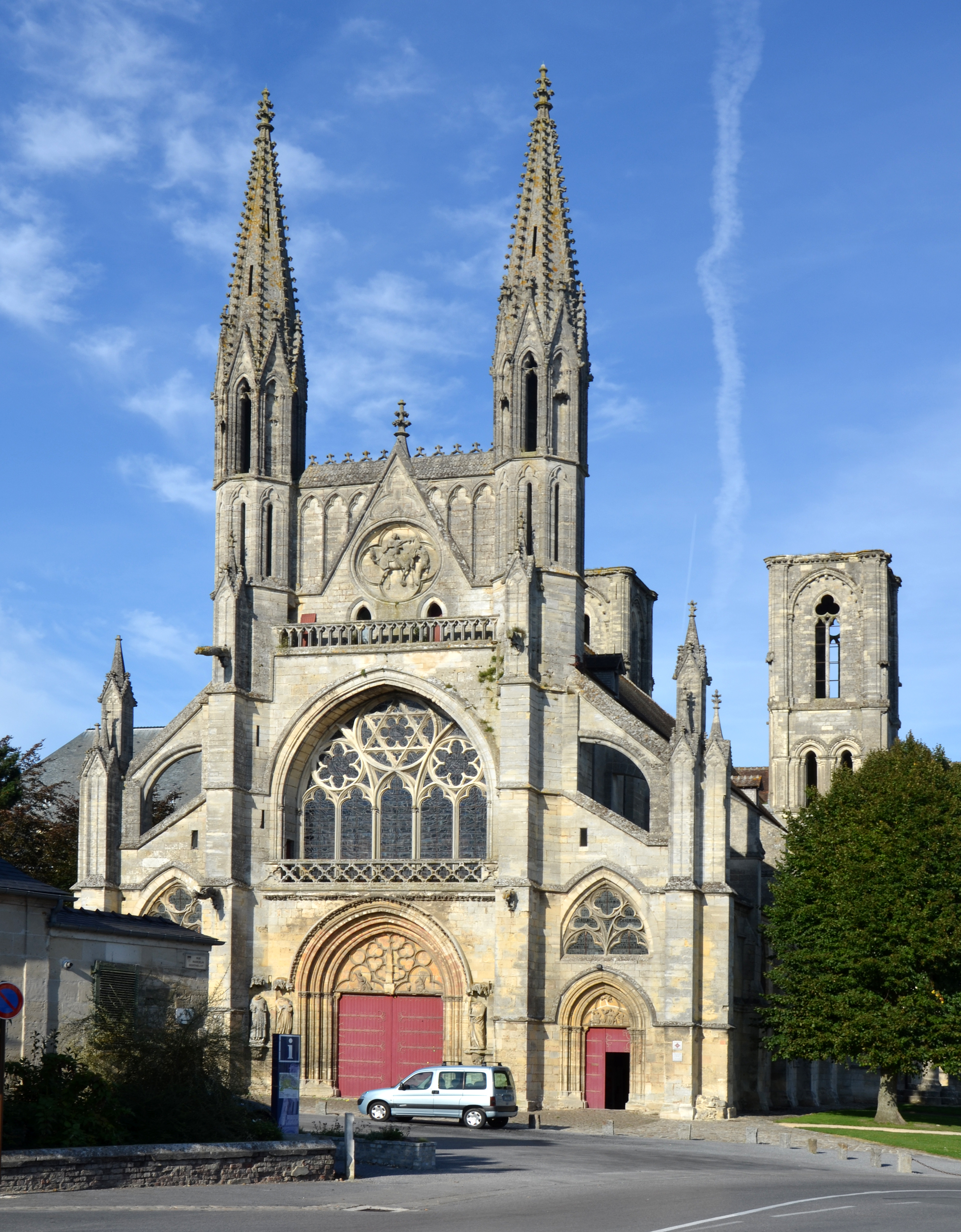
圣马丁教堂（法语：Église Saint-Martin de Laon）
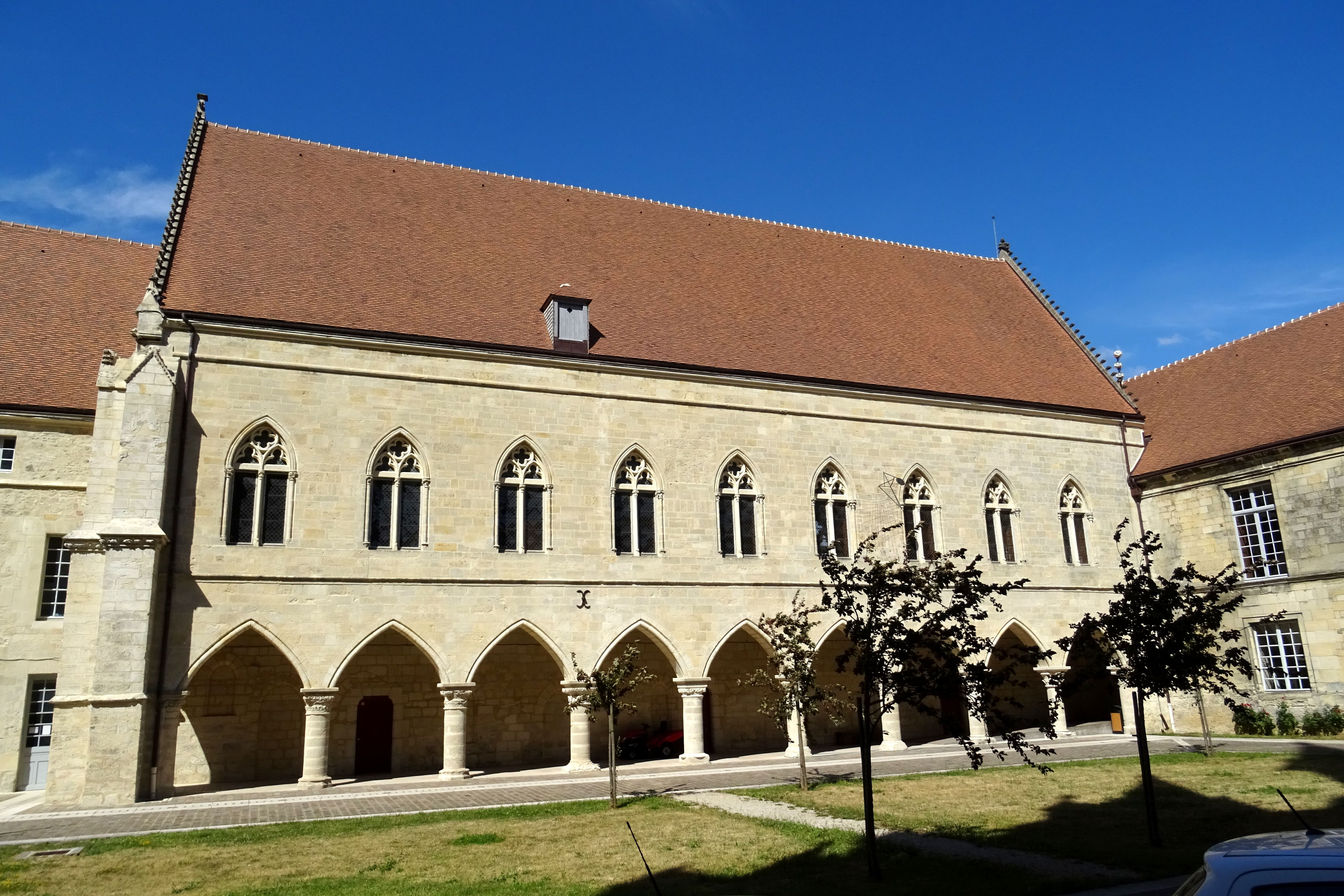
拉昂主教宫（法语：Palais épiscopal de Laon）
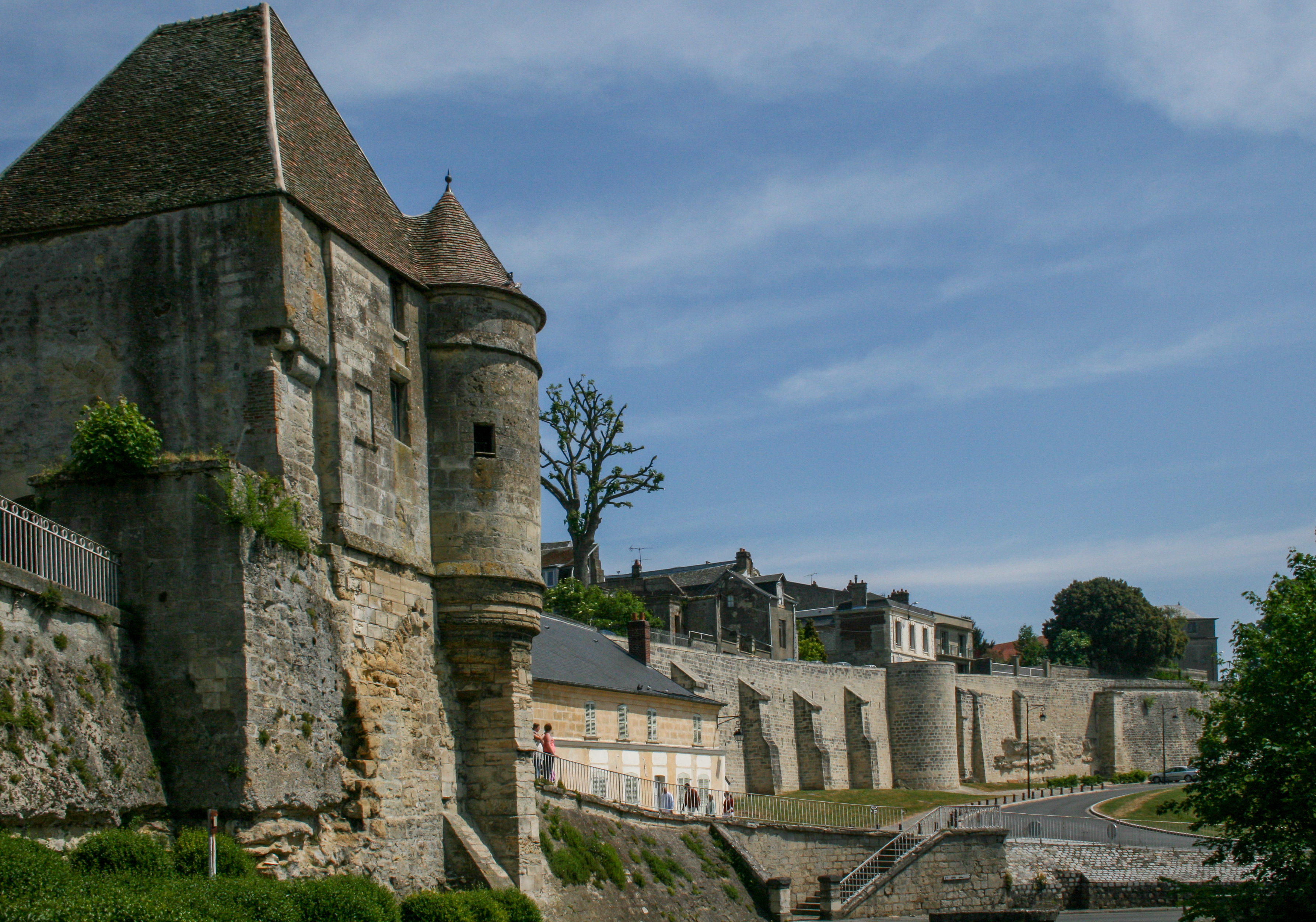
城墙
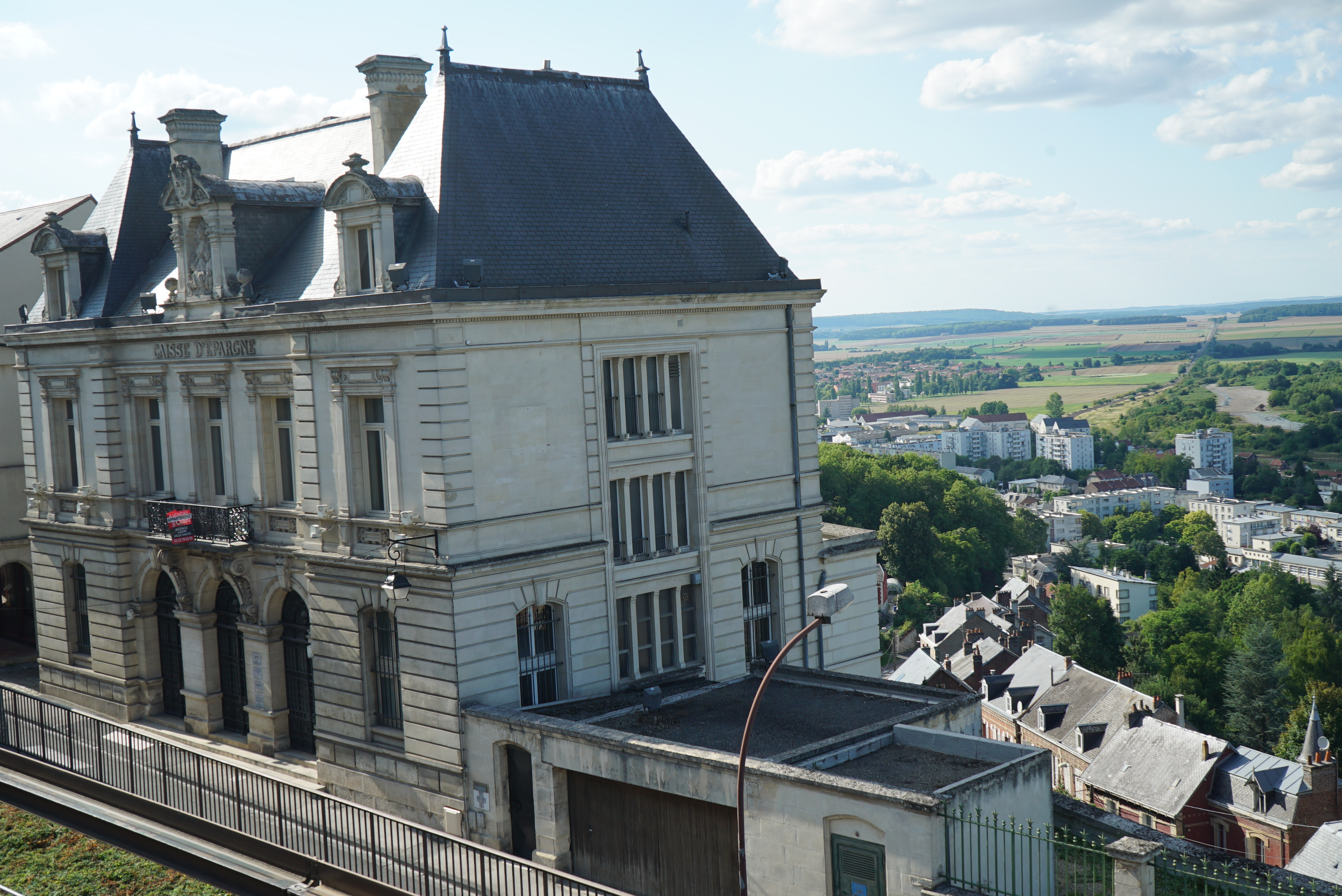
位于老城的储蓄银行

### 旅游
拉昂的旅游事务由其所属的公共社区负责。2020年，拉昂境内共有8家宾馆共计305间房间；另有1个露营地，可容纳共76辆露营车。

### 媒体
法国主要的媒体均可在拉昂接收，法国电视三台下属的上法兰西大区频道在部分时段播出拉昂所属区域的地方新闻。

## 相关人物
法国探险家雅克·馬凱特、画家让·西蒙·贝尔泰勒米、天文学家皮埃尔·梅尚和作家尚夫勒里出生于拉昂。

## 友好城市
截至2020年12月，拉昂共与两座城市互为友好城市关系：
- 德国 索尔陶
- 英国 温彻斯特